# Direct 8
Direct 8 er en fransk tv-kanal grundlagt 24. juli 2001 og startede sine udsendelser 31. marts 2005 som var ejet af Vincent Bolloré. Den var tilgængelig via jordbaseret digital-tv "TNT", og Astra 1H satellit position.

## Eksterne henisniniger
- Direct 8 Arkiveret 3. april 2005 hos  Wayback Machine

| Fjernsyn | Spire Denne artikel om en tv-kanal er en spire som bør udbygges. Du er velkommen til at hjælpe Wikipedia ved at udvide den. |

48°53′N 2°15′Ø / 48.88°N 2.25°Ø